# Kal (gmina Pivka)
Kal – wieś w Słowenii, gmina Pivka. 1 stycznia 2017 liczyła 343 mieszkańców.